# Narzym (przystanek kolejowy)
Narzym – przystanek kolejowy w Narzymiu, w województwie warmińsko-mazurskim, w powiecie działdowskim, w gminie Iłowo-Osada.

## Ruch pasażerski[1]
| Rok  | Wymiana pasażerska na dobę |
| ---- | -------------------------- |
| 2017 | 20-49                      |
| 2018 | 20-49                      |
| 2019 | 20-49                      |
| 2020 | 10-19                      |
| 2021 | 10-19                      |
| 2022 | 20-49                      |
| 2023 | 20-49                      |

## Krótki opis
Przystanek obsługiwany jest przez spółki: PLK, odpowiedzialna za infrastrukturę kolejową, oraz Koleje Mazowieckie odpowiedzialne za przewozy pasażerskie. Przystanek leży przy linii kolejowej E 65 należącej do IV Europejskiego Korytarza Transportowego (Baltic-Adriatic Corridor) łączącego państwa nadbałtyckie z krajami położonymi nad Morzem Adriatyckim i na Bałkanach.